# Metallograf

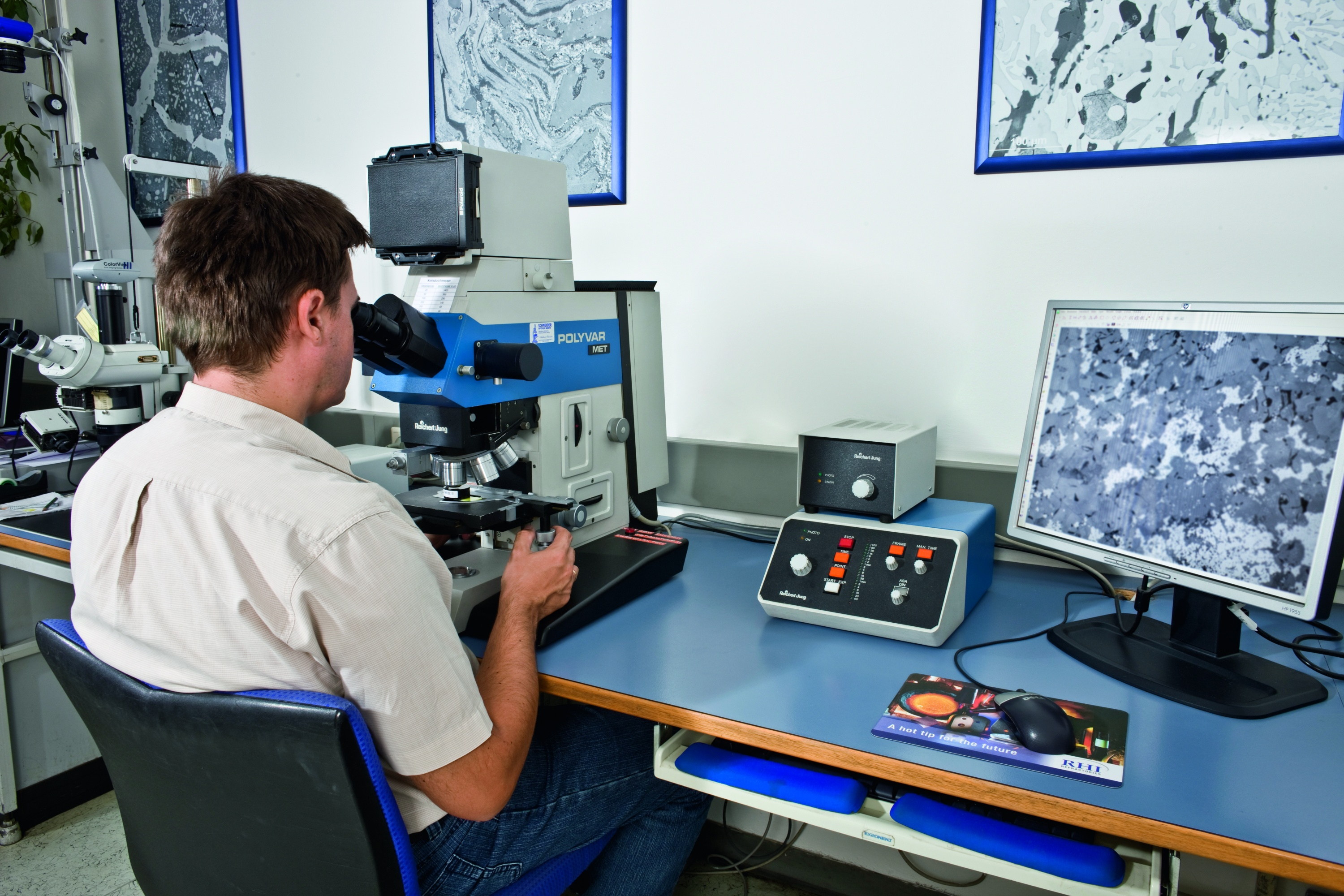
Analyse mit dem Metallmikroskop

Metallografen bzw. -graphen (auch Kurzform für Technischer Assistent für Metallografie und Physikalische Werkstoffanalyse bzw. TA für Metallografie und Werkstoffanalyse, früher abgekürzt als MET) sind technische Fachkräfte, welche sich der Metallografie widmen. Schwerpunkt ist hierbei die Präparation von metallografischen (oder „materialografischen“, will man sich nicht auf die Metalle beschränken) Anschliffen, Dünnschliffen und -schnitten sowie die weitere gefügekundliche Untersuchung. In der Regel geschieht dies mit den Methoden der Lichtmikroskopie (LM), Raster-Elektronenmikroskopie (REM), Rastersondenmikroskopie  (AFM, STM), Röntgenstrukturanalyse, Spektroskopie sowie Durchstrahlungsprüfung.
Die Präparation für klassische Oberflächenanalysen beinhaltet dabei die Herstellung einer spiegelblanken, im Idealfall absolut planen Oberfläche, die anschließend mittels einer Ätzung kontrastiert wird. Dabei wird das Gefüge sicht- und beurteilbar. Die Gefügebeurteilung schließt damit natürlich Kenntnisse der Konstitution ein, da nur so eine sinnvolle Beurteilung der im Material vorliegenden Phasen möglich ist. Aus der auf diesem Wege sichtbar gemachten Kristallstruktur von zumeist Metallen lassen sich weitreichende Schlüsse auf die Materialkomponenten, die Herstellung, Verarbeitung, Wärmebehandlung und Belastung ziehen. Im Schadensfall kann durch metallografische Untersuchungen in der Regel der Grund für das Versagen eines Materials ermittelt werden.
Allein die Präparation von Werkstücken zur Untersuchung erfordert umfangreiche Materialkenntnisse und sehr viel Übung, da die planen Oberflächen von Hand auf Mikrometern genau vollkommen kratzerfrei geschliffen und poliert werden müssen. Die maschinelle Herstellung von Anschliffen ist überhaupt nur dann möglich, wenn bekannte und standardisierte Prüfstücke verarbeitet werden können, denn es wird eine entsprechende Anzahl von Prüfstücken zur Einrichtung entsprechender Maschinen benötigt. Insbesondere im Schadensfall gibt es jedoch nur das eine zu untersuchende Prüfstück, das dann mit der notwendigen Präzision nur von Hand hergestellt und zur Untersuchung aufbereitet, d. h. geschliffen und poliert werden kann. Der Metallograf eignet sich diese Fähigkeiten im Rahmen seiner Ausbildung an.
Zum Aufgabenspektrum des Metallopgraphen gehören auch Härteprüfungen, Feststellung der Zugfestigkeit und die Ermittlung anderer mechanischer Eigenschaften. Der Metallograph bildet – neben rein wissenschaftlicher Arbeit – somit das Bindeglied zwischen Entwicklung und Produktion einerseits und Schadensermittlung andererseits.
In der Vergangenheit ist das Aufgabenfeld des Metallografen stetig ausgebaut worden, so dass nunmehr neben der klassischen Gefügebeurteilung auch Schadensfallanalytik sowie vielerlei andere Analysemethoden in dessen Resort fällt. So wurde das Beurteilungs- und Aufgabenspektrum der Metallographen im Laufe des letzten Jahrhunderts auch um Kunststoffe, Keramiken und andere Werkstoffe erweitert. Neben der reinen Analyse und Betrachtung hat er somit teilweise auch eine beratende Funktion für Konstrukteure und Ingenieure, um frühzeitig auf problematische Konstellationen hinzuweisen.
Die steten technischen Fortschritte führen auch zu einem andauernden Wandel bei den von einem Metallografen benötigten Fähigkeiten. Da mikroskopische und andere Untersuchungen fotografisch dokumentiert werden, war es bis zur Digitalisierung notwendig, dass der Metallograf auch eine umfangreiche Ausbildung in Fotografie und Fotochemie erhielt. Der Großteil der fotografischen Dokumentation erfolgte bis zur Digitalisierung auf 6*9 oder 9*12 Negativfilm. Die Nutzung und Verarbeitung solcher Materialien setzte umfangreiche Kenntnisse voraus. Die Digitalisierung führte hier zu einem Wandel weg von der klassischen Fotochemie hin zur digitalen Bildbearbeitung.